# Petronio de Boloña
San Petronio (fallecido ca. 450 d. C.) fue un obispo boloñés del siglo V, patrón de Bolonia, canonizado por Gregorio IX en 1234. Nacido en el seno de una noble familia romana, Petronio se convirtió y recibió el orden sacerdotal. Ya como obispo de Bolonia, encargó la construcción de la iglesia de San Esteban.

## Vida
La única información histórica fiable que conservamos sobre San Petronio se deriva de una carta escrita por el obispo Euquerio de Lyon (muerto entre 450–455) a Valeriano (en P. L., L, 711 ss.), y de un texto de Genadio de Marsella titulado De viris illustribus XLI (ed. Czapla, Münster, 1898, p. 94). Euquerio afirma que el «santo obispo Petronio era renombrado en Italia por su virtud». Leemos en Genadio que Petronio, además, pertenecía a una noble familia cuyos miembros habían ostentado puestos prominentes en la corte Imperial de Milán, y que a finales del siglo IV y principios del V ocupaban puestos en la administración provincial.
Su padre —llamado también Petronio— fue probablemente prœfectus prœtorio, ya que al parecer existió un personaje con este nombre en un puesto administrativo de la Galia entre 402 y 408. Euquerio incluso sugiere que el futuro obispo mantuvo una importante posición en la administración secular (P. L., L, 719). Esto no pareció obstar su dedicación ascética. También se refiere que Petronio podría haber realizado una peregrinación hasta Tierra Santa y la ciudad de Jerusalén.
Alrededor del 432, Petronio fue elegido y consagrado obispo de Bolonia, donde ordenó construir una iglesia consagrada a San Esteban. El templo seguía el modelo constructivo de los santuarios del Gólgota y el Santo Sepulcro de Jerusalén. Estos templos fueron levantados en la misma época en la que el Papa León I estaba construyendo basílicas en Roma y Gala Placidia en Rávena. A Petronio también se le atribuyó la redacción de una obra sobre la vida de los monjes egipcios (Vitæ patrum Ægypti monachorum) aunque el auténtico redactor del texto es Rufino de Aquileia.
El Petronio del tratado De ordinatione episcopi fue en realidad su padre, Petronio, un hombre de elocuencia familiarizado con la ciencia seglar. Genadio atribuye a Petronio de Bolonia un sermón titulado «In die ordinationis vel Natale episcopi», publicado por Morin en 1897. Czalpa sigue esta afirmación, aunque algunas investigaciones contemporáneas la ponen en entredicho.
Según Genadio, Petronio murió durante el reinado de los emperadores Teodosio II y Valentiniano III, a mediados del 450.
Durante el siglo XII se fue forjando una leyenda alrededor de la figura de Petronio, cuyas reliquias fueron descubiertas en 1141. Poco después se levantó una iglesia en su honor en Bolonia; hacia 1390 se comenzó la construcción de un segundo templo, que terminó convirtiéndose en la basílica de San Petronio. La festividad de San Petronio se celebra el 4 de octubre.
En la iconografía cristiana, San Petronio aparece con los atributos episcopales y una ciudad (Bolonia) sostenida en su mano.

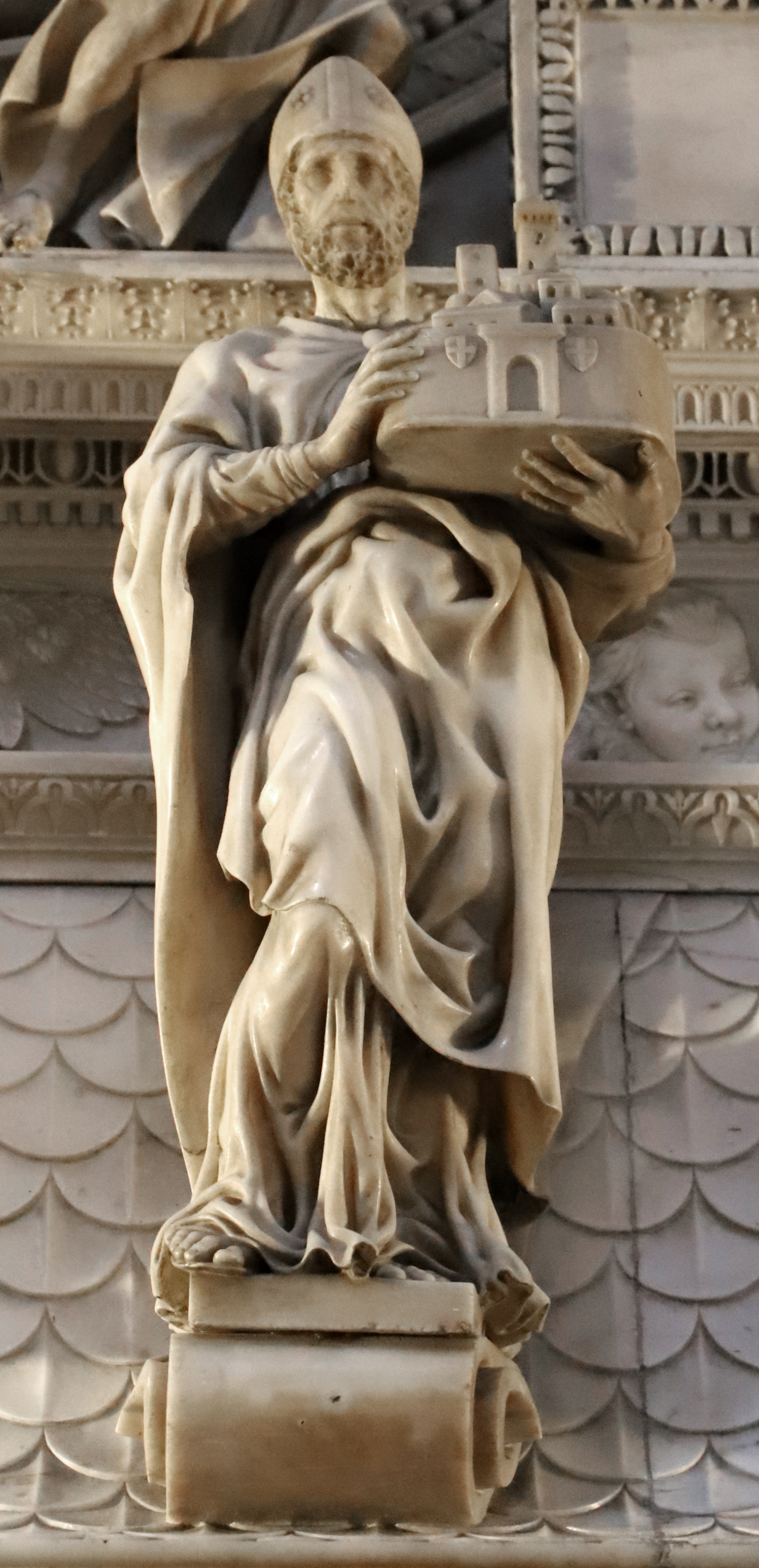
La basílica de San Domenico, en Bolonia, contiene una escultura de San Petronio ejecutada por Miguel Ángel
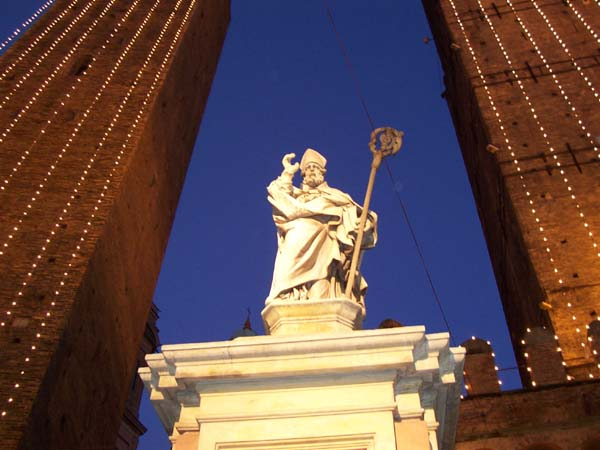
Una estatua de San Petronio, en Bolonia
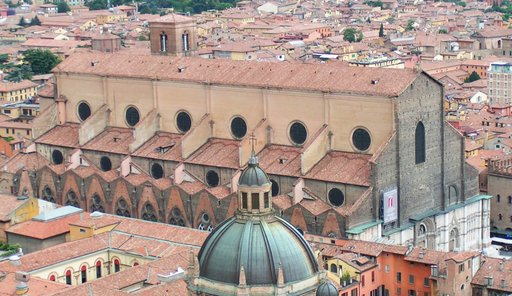
Vista aérea de la basílica de San Petronio